# Denis Gennadjewitsch Nischegorodow

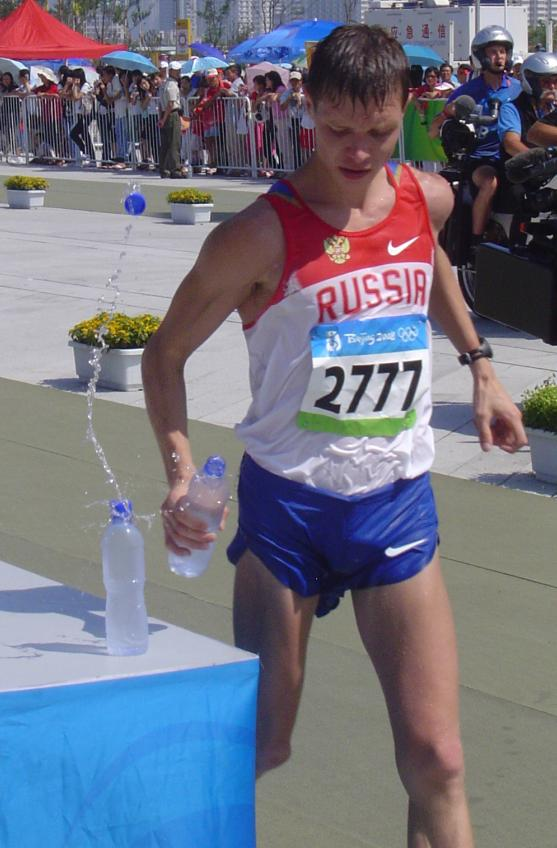
Denis Gennadjewitsch Nischegorodow bei den Olympischen Spielen 2008

Denis Gennadjewitsch Nischegorodow (russisch Денис Геннадьевич Нижегородов, engl. Transkription Denis Nizhegorodov; * 26. Juli 1980 in Saransk) ist ein russischer Geher.

## Karriere
Am 13. Juni 2004 stellte er in Tscheboksary mit 3:35:29 h eine Weltbestzeit im 50-km-Gehen auf und unterbot die alte Bestzeit des Polen Robert Korzeniowski um über eine halbe Minute. Allerdings wurde die Leistung von Korzeniowski weiterhin offiziell als Weltrekord geführt, da in Tscheboksary kein Dopingtest vorgenommen wurde, der für die Anerkennung eines Weltrekordes obligatorisch ist. Im Dezember 2006 unterbot der Australier Nathan Deakes zwar den Weltrekord von Korzeniowski, aber Nischegorodows Zeit wurde nicht unterboten. Am 11. Mai 2008 stellte Denis Nischegorodow mit der Zeit von 3:34:14 h beim Weltcup in Tscheboksary eine weitere Weltbestzeit auf, die als Weltrekord anerkannt wurde.
Denis Nischegorodow wurde 2003 bei den Weltmeisterschaften Fünfter in 3:38:23 h, also in dem Rennen, in dem Korzeniowski seinen Weltrekord von 3:36:03 h aufstellte. Auch bei den Olympischen Spielen 2004 in Athen erwies sich Korzeniowski als zu stark. Korzeniowski gewann in 3:38:46 h vor Nischegorodow in 3:42:50 h. Bei den Weltmeisterschaften 2007 hielt er sich zunächst hinter der Spitzengruppe, konnte aber auf den letzten Kilometern einige Plätze gut machen. Nach 3:46:57 h belegte er den vierten Platz, lag aber über zwei Minuten hinter Bronzemedaillengewinner Alex Schwazer.
Bei den Weltmeisterschaften 2011 in Daegu belegte er im 50-km-Gehen mit einer Zeit von 3:42:45 h den 1. Platz. Seinem Mannschaftskollegen Sergei Bakulin wurde der Meistertitel wegen Dopings nachträglich aberkannt.
Denis Nischegorodow ist 1,80 m groß und wiegt 61 kg.

## Bestzeiten
- 20 km Gehen: 1:18:20 h (2001)
- 50 km Gehen: 3:34:14 h (2008)